# 河北省地质博物馆
河北省地质博物馆，位于河北省石家庄市工农路410号，是自然类地质博物馆。

## 历史
2017年12月23日，河北省地质博物馆开馆。该馆由河北省地质矿产局规划兴建。该馆展陈面积2000余平方米，通过标本、文字、图片、场景以及现代化科技手段，系统展示地球结构、岩石矿物、海陆变迁、生物演变。常设6个展厅（序厅、地球厅、矿物岩石厅、地质矿产厅、地质环境厅、地质工作厅），2个展室（热河生物群、泥河湾动物群），以及生命进化阶梯和学术报告厅，附设有精品矿物、地震体验、矿物元素周期表等展项。